# Saint-Martin-aux-Arbres
Saint-Martin-aux-Arbres è un comune francese di 316 abitanti situato nel dipartimento della Senna Marittima nella regione della Normandia.

## Società

### Evoluzione demografica
Abitanti censiti